# Hrvat (Sydney, Melbourne)
Hrvat je bio hrvatski emigrantski list.
Izlazio je u Sydneyu i Melbourneu, a prvi broj je izašao 1952.
U impresumu je stajao da je vjestnik Australskog hrvatskog družtva.

## Vanjske poveznice
- Bibliografija Hrvatske revije  Arhivirana inačica izvorne stranice od 20. lipnja 2006. (Wayback Machine) Hrvat - Vjestnik Australskog hrvatskog družtva